# Колдемијес (Белуно)
Колдемијес (итал. Coldemies) је насеље у Италији у округу Белуно, региону Венето.
Према процени из 2011. у насељу је живело 82 становника. Насеље се налази на надморској висини од 1255 м.